# アリアーヌ・コイズミ
アリアーヌ・コイズミ（Ariane Koizumi, 1963年 - ）は、アメリカ合衆国出身の女優。

## 来歴
父親が日本人で母親がオランダ人のハーフ。身長178cm。ニューヨークのブロンクスで育ち、モデルとして活動した。

## 出演
- イヤー・オブ・ザ・ドラゴン / Year of the Dragon（1985年）
- キング・オブ・ニューヨーク / King of New York （1990年）
- 男が女を愛する時 / Women & Men 2: In Love There Are No Rules （1991年）